# 民族團結政府 (匈牙利)
匈牙利民族團結政府（匈牙利語：Magyarország Nemzeti Összefogás Kormánya）是1944年10月，大德意志國對匈牙利王國發動鐵拳行動佔領匈牙利後成立的政府，由箭十字黨領袖薩拉希·費倫茨所領導。

## 背景

### 匈牙利王國的成立
1918年，奧匈帝國在第一次世界大戰中戰敗，奧匈帝國徹底崩潰，匈牙利王國率先脫離了帝國宣佈獨立，但此時並沒有得到奧地利共和國的承認，直到1919年，奧地利共和國與協約國簽訂《聖日耳曼昂萊條約》，奧匈帝國被迫肢解，奧地利必須承認匈牙利人民共和國、捷克斯洛伐克共和國、西烏克蘭人民共和國、波蘭共和國和塞爾維亞人、克羅埃西亞人和斯洛維尼亞人王國的獨立。匈牙利人民共和國成立後，由於總統卡羅伊·米哈伊伯爵的政府無法有效的解決戰後的人民經濟與基礎設施的重建，使其被匈牙利共產黨罷黜。匈牙利共產黨上臺後，匈牙利共產黨領導人庫恩·貝拉於1919年3月建立匈牙利社會主義聯盟蘇維埃共和國取代匈牙利人民共和國，改制為社會主義的蘇維埃共和國，是當時中歐第一個蘇維埃政府。匈牙利社會主義聯盟蘇維埃共和國成立之後，引起了協約國的不滿。1919年4月16日，法蘭西共和國聯合羅馬尼亞王國、捷克斯洛伐克共和國與塞爾維亞人、克羅埃西亞人和斯洛維尼亞人王國的軍隊，从東、北、南向匈牙利發起進攻，匈牙利苏维埃政府奮起抵抗，並在隨後的布達佩斯戰役中反擊協約國，不仅收复了失地，而且深入捷克斯洛伐克境内追擊撤退的干涉軍隊，并在捷克斯洛伐克的科希策建立了斯洛伐克苏维埃共和国。但在同年七月，協約國集中了優勢兵力向匈牙利軍隊反攻，匈牙利红軍無力抵抗，部分左翼政黨人士也開始向協約國投降與妥協，直到8月1日，蘇維埃政府宣佈解散，匈牙利社會主義聯盟蘇維埃共和國宣告滅亡。蘇維埃共和國滅亡後，在協約國的支持下，由奧地利與波希米亞的約瑟夫·奧古斯特大公成立匈牙利共和國，取代了蘇維埃政府。1920年2月，匈牙利國會通過了恢復君主立憲的提案，匈牙利王國重建，約瑟夫·奧古斯特自封攝政王，但由於約瑟夫·奧古斯特是哈布斯堡王朝的成員，因此被協約國拒絕，同年3月霍爾蒂·米克洛什被國會票選任命為攝政王，展開了霍爾蒂的統治。1920年6月與協約國簽屬《特里亞農條約》，確立了匈牙利的邊界。

### 霍爾蒂·米克洛什的統治
霍爾蒂·米克洛什上臺後，由於《特里亞農條約》對匈牙利的領土與國防經濟的限制，匈牙利不僅失去了諸多工業重鎮，在軍隊發展也受到嚴格限制，因此面臨著經濟衰退、預算赤字和惡性通膨的困境。匈牙利總理拜特倫·伊斯特萬政府透過尋求大量外債來應對經濟危機，使匈牙利在1920年代初期穩定了貨幣市場。政府也於1927年發行了新貨幣－彭格（Pengő）。在這段期間，受經濟改革影響，工業和農業生產迅速增長，國家也受益於蓬勃發展的對外貿易。1929年，大蕭條造成了全球經濟的衰退，匈牙利也受波及，在經濟改革下建立的繁榮迅速崩潰，部分原因是匈牙利的外債一部份是與奧地利維也納的維也納信貸銀行所舉債，而銀行因大蕭條倒閉，間接影響了匈牙利經濟。1930年代中期至1940年代，隨著與德意志國關係改善，匈牙利的經濟受益於與德意志國的貿易。然而，受大蕭條的影響，加上民族主義情緒日益高漲，匈牙利民眾對《特里亞農條約》逐漸產生怨恨，使境內的右翼政治組織如雨後春筍般出現，當中就包括了由薩拉希·費倫茨領導的民族意志黨，該黨於1935年成立，後在1937年，薩拉希·費倫茨因散佈極端主義與政變未遂遭逮捕，民族意志黨被勒令解散，薩拉希·費倫茨被判處20日監禁。薩拉希·費倫茨在出獄後重建民族意志黨，改為箭十字黨，一度成為匈牙利境內最大的極右翼政黨。

### 第二次世界大戰
第二次世界大戰於1939年爆發，在戰爭爆發前夕，法蘭西共和國、不列顛帝國、德意志國與義大利王國於1938年9月，在德意志國慕尼黑元首行館召開慕尼黑會議簽訂《慕尼黑協定》，強行要求捷克斯洛伐克共和國將蘇臺德地區割讓給德意志國，德意志國政府則宣稱之後的捷克斯洛伐克共和國為德意志國附屬國。《慕尼黑協定》簽訂後不久，1938年11月，德意志國、義大利王國、捷克斯洛伐克共和國與匈牙利王國在德意志國維也納美景宮針對捷克斯洛伐克領土進行仲裁，即第一次維也納仲裁，要求捷克斯洛伐克共和國將南斯洛伐克與喀爾巴阡烏克蘭割讓給匈牙利王國。1939年3月，赫林卡斯洛伐克人民黨領導斯洛伐克於3月14日宣佈獨立，建立斯洛伐克國，次日喀爾巴阡烏克蘭也宣告脫離捷克斯洛伐克共和國獨立，匈牙利王國藉此吞併了喀爾巴阡烏克蘭，同日，德意志國入侵捷克地區，並成立波希米亞和摩拉維亞保護國，捷克斯洛伐克共和國因此流亡。
匈牙利王國在第一次維也納仲裁後，開始向羅馬尼亞王國聲明索取特蘭西瓦尼亞，指稱特蘭西瓦尼亞是匈牙利歷史上的領土應該歸還匈牙利王國。1940年8月30日，德意志國為了避免匈牙利王國與羅馬尼亞王國間發生戰爭，因此於維也納美景宮做出第二次維也納仲裁，要求羅馬尼亞王國將北特蘭西瓦尼亞割讓給匈牙利王國。此後不久，匈牙利王國加入了軸心國，並參與了25號作戰，獲得了南斯拉夫王國的伏伊伏丁那巴奇卡領土。1941年6月27日，匈牙利政府在巴巴羅薩行動期間派遣武裝部隊支持國防軍的戰爭行動。匈牙利皇家軍團第二集團軍在史達林格勒戰役中全軍覆沒。

### 匈牙利民族團結政府的成立
1944年初，隨著蘇維埃軍隊從東部快速推進，匈牙利政府試圖與美利堅合眾國聯繫，以秘密與盟軍達成停戰協議。1944年3月19日，大德意志國發動瑪格麗特行動入侵匈牙利王國。國防軍佔領匈牙利確保匈牙利的忠誠，同時將霍爾蒂·米克洛什軟禁，並扶植親德的斯托亞伊·多梅取代了總理卡拉伊·米克洛什。多梅·斯托亞伊在納粹軍事行政長官埃德蒙·維森邁爾的幫助下進行統治。同年10月，匈牙利人民再次試圖退出戰爭，國防軍發動了鐵拳行動。箭十字黨領袖薩拉希·費倫茨在國防軍的支持下上臺。匈牙利民族團結政府宣告成立，並繼續站在軸心國一邊進行戰爭。

## 歷史
薩拉希·費倫茨上臺後，於境內展開匈牙利大屠殺，主要屠殺對象為猶太人與共產主義者，在大屠殺之前，匈牙利境內約有80萬猶太人，戰爭結束後，全匈牙利領土內只剩下20萬猶太人。此外，薩拉希·費倫茨還驅逐28,000名匈牙利羅姆人，並同步進行羅姆人種族滅絕。薩拉希·費倫茨建立了「勞動民族的企業秩序」（Dolgozó Nemzet Hivatás Rendje）作為匈牙利民族團結政府的國家經濟體制。儘管匈牙利處於戰亂之中，薩拉希·費倫茨仍拒絕妥協匈牙利的主權，試圖保持對所有匈牙利軍事單位的指揮權。薩拉希花費大量時間撰寫政治文獻，並到處視察與訪問匈牙利的各大城市。1944年12月初，隨著蘇聯軍隊向匈牙利首都布達佩斯推進，薩拉希政府撤離布達佩斯。軍隊採取焦土政策，在蘇軍逼近時摧毀匈牙利的所有基礎設施。1944年12月中，布達佩斯戰役爆發。效忠薩拉希的法西斯部隊和匈牙利第一集團軍的殘餘部隊與國防軍並肩作戰，但最終未能阻止紅軍的進攻。1945年2月13日，布達佩斯淪陷。1945年3月，國防軍發動春季覺醒行動，匈牙利第三軍的法西斯部隊與國防軍一起發動了匈牙利最後一次主要攻勢，試圖抵抗蘇軍。儘管在最初的十天內，軸心國軍隊取得了一些進展，奪回了部分重要據點，但僅在24小時內，蘇軍的反攻就將國防軍與匈牙利聯軍逼回到進攻前的陣地。1945年3月16日至25日，匈牙利第三集團軍的殘餘部隊被徹底擊潰。到3月底至4月，匈牙利軍隊的殘軍與國防軍發動納吉卡尼扎–克爾門德攻勢，試圖阻止蘇軍進入維也納，隨後被蘇軍擊退至斯洛伐克和奧地利，匈牙利全境淪陷被蘇維埃聯盟佔領。1945年5月7日，已經逃離匈牙利的薩拉希政權被正式解散，政府歸還給了匈牙利王國。5月6日，薩拉希在奧地利馬特塞被美軍俘獲，隨後被引渡回匈牙利，並以叛國罪起訴，被判處死刑執行處決。

## 註腳
1. ↑  . YouTube. 2021-01-10  [2024-02-03]. （原始内容存档于2025-01-08）.